# Burkini

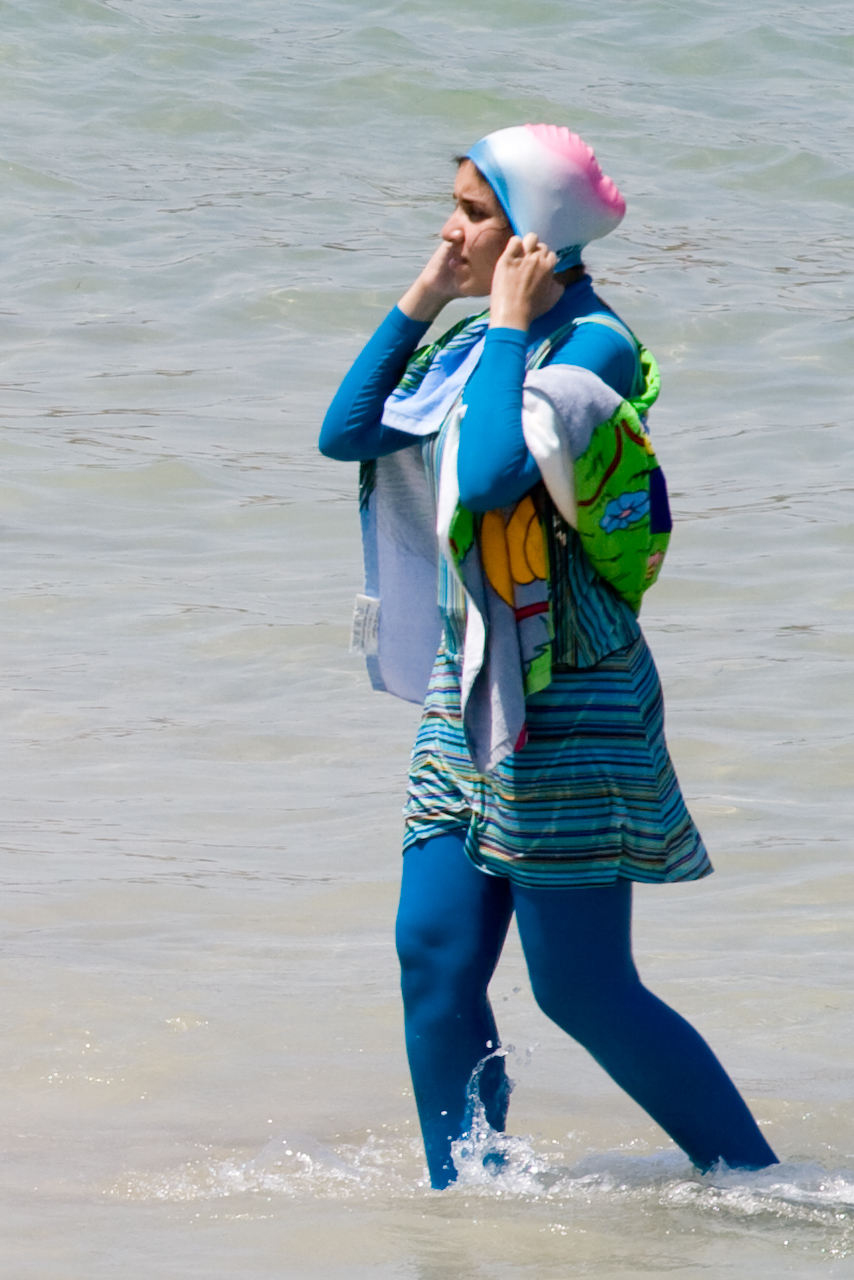
Burkini

A burkini egy fajta kétrészes női fürdőruha, amelyet kifejezetten a hithű muzulmán női viselet előírásainak megfelelően terveztek: teljesen elfedi a testet, még a hajat is. Megalkotója Aheda Zanetti ausztrál divattervező, ő találta ki a burkini elnevezést is, utalva egyrészt a teljes testet beborító burkára (amely még az arcot is teljesen eltakarja, csak egy kis, hálóval fedett nyílást hagyva a szemek előtt), másrészt a bikinire mint fürdőruhára. Anyaga és szabása olyan, hogy zártsága ellenére biztosítja a test szabad mozgását. Ausztráliában nagy népszerűségre tett szert, még nem muzulmán nők is szívesen viselik – ők többnyire kapucni nélkül –, mert hatásosan véd a túl erős napsugárzás ellen.

## Történet
Aheda Zanetti 2004-ben alkotta meg a burkinit és az Ausztráliában hamar nagy sikert aratott, már piacra kerülésének évében is több százezer darab kelt el belőle. A 2010-es években az európai strandokon (Franciaországban, Belgiumban, Németországban) is kezdett tért hódítani, azonban itt részben higiéniai okokra hivatkozva, részben azért, mert a hatóságok megítéléses szerint viselete vallási jelképnek minősül és mint ilyen, „a közrend megsértését” jelenti, betiltották, ami nagy vitát váltott ki a hatóságok és az emberi jogok védelmére alakult civil szervezetek között. Oka lehet az ellenérzésnek az is, hogy a burkini az egyre terjedő dzsihádista terrorakciók miatt az emberek sokkal érzékenyebbek az ezekre emlékeztető ruhaviseletekre is.

## A burkini mint ruhadarab
A burkini a felső testet burkoló, zárt blúzszerű ruhadarabból, bokáig érő hosszúnadrágból és kapucniból áll. Anyaga a szokásos korszerű fürdőruhaanyagokkal (poliészter vagy poliamid, esetleg 20% elasztánfonallal kombinálva) egyező összetételű, rugalmas kelme. Készítik az ibolyántúli sugárzás ellen védő anyaggal kezelve is. Többnyire egyszínű vagy két szín kombinációjával készül, mintázata – ha van egyáltalán – többnyire a muszlim motívumvilágot tükrözi. Szabása eléggé laza ahhoz, hogy biztosítsa a kényelmes, szabad mozgást a vízben is. A felsőrészt és a nadrágot esetleg egy szalaggal rögzítik egymáshoz, hogy el ne válhassanak egymástól és ezzel nehogy láthatóvá tegyék a test valamely részét. A felsőrészhez szorosan a fejre simuló kapucni csatlakozik, amely csak az arcot hagyja szabadon.

## Egészségügyi vonatkozások
Olyan helyeken, ahol nagyon erős a Nap ibolyántúli sugárzása, orvosi vélemények szerint előnyös a burkini viselete a strandokon, mert – különösen, ha UV-sugarak ellen védő kezeléssel is ellátták el a textíliát – kiváló védelmet nyújt és ezzel csökkenti a bőrrák kialakulásának veszélyét.